# Dysphania sodalis
Dysphania sodalis är en fjärilsart som beskrevs av Moore 1886. Dysphania sodalis ingår i släktet Dysphania och familjen mätare. Inga underarter finns listade i Catalogue of Life.